# Sakaiminato
Sakaiminato (境港市, Sakaiminato-shi) is een stad in de prefectuur  Tottori, Japan. Begin 2014 telde de stad 34.736 inwoners.

## Geschiedenis
Op 1 april 1956 werd Sakaiminato benoemd tot stad (shi).

## Partnersteden
- Hunchun, China

Steden:
Kurayoshi · Sakaiminato · Tottori (hoofdstad) · Yonago

Districten:
Hino · Iwami · Saihaku · Tohaku · Yazu
Gemeenten per district